# HD 115912
HD 115912，又名CD-46 8580，SAO 224080、HR 5029，是一颗恒星，视星等为5.77，位于銀經308.17，銀緯15.69，其B1900.0坐标为赤經13h 15m 3.8s，赤緯-46° 15.69′ 21″。